# 櫻木可奈子
櫻木可奈子（日语：桜木 可奈子，7月15日—），日本女性配音員。出身於愛知縣。東京俳優生活協同組合所屬。身高167cm。

## 簡歷
影像技術學院出身。2013年起加入東京俳優生活協同組合。

## 演出
粗體字表示主要角色。

### 電視動畫
2014年
- 電波少女與錢仙大人（女將）

2015年
- 四月是你的謊言（保護者）

2016年
- 食戟之靈（2016年—2017年，女性A、母親）2系列[注 1]
- 歌之王子殿下 真愛Legend Star（工作人員）

2017年
- SUPER LOVERS 2（女性客人）
- 烏菈菈迷路帖（客人）
- 南鎌倉高校女子自行車社（女性教師D、比嘉夏海的叔母）
- 龍族拼圖X（店員）
- 異世界食堂（2017年—2021年，公王之妻）2系列[注 2]
- 魔物獵人物語 RIDE ON（女將）
- 犬屋敷（老婆婆、紫音的朋友、記者）
- 咕嚕咕嚕魔法陣 (2017年版)（米烏查的母親）

2018年
- Classica Loid（售貨員、阿姨）
- 惡魔高校D×D HERO
- 霸穹 封神演義（女性）
- 鋼彈創鬥者 潛網大戰（潛行者、娜塔莎）
- 雷頓神秘偵探社 ～卡特莉的解謎事件簿～（店主妻、蘇珊·布里托尼亞斯[2]）
- 龍族拼圖（客）
- 天狼 Sirius the Jaeger（姐妹的母親）
- 梅露可物語 -無氣力少年與瓶中少女-（村人）
- PERSONA5 the Animation 特別篇「Dark Sun…」（黃鶯女）特別篇[注 3]

2019年
- 多羅羅（母親、村子女性）
- 刀劍神域 Alicization（四旋劍／達基拉）2系列[注 4]
- 強風吹拂（護士）
- 魔法水果籃（老婆婆、阿姨、悼客）
- 獵獸神兵（娼婦B）
- 巴比倫（日语：バビロン (小説)）（黃鶯女）

2020年
- 噴嚏大魔王2020（鷲子）
- 炎炎消防隊 貳之章（女僕）
- 夢夢貓（阿本花子）

2021年
- 佐賀偶像是傳奇 捲土重來（老婆婆、阿姨）
- 刮掉鬍子的我與撿到的女高中生（店員）
- 暗黑企業的迷宮（米爾達）
- RE-MAIN（長沼有紗）

2022年
- 哆啦A夢 (水田山葵版)（母、少年）

2023年
- 淪落者之夜（盧薩·羅斯福的母親）

### 電影動畫
- 紫羅蘭永恆花園 外傳 -永遠與自動手記人偶-（2019年，女學生[3]）
- 劇場版 紫羅蘭永恆花園（2020年，母親[3]）

### 網路動畫
- A.I.C.O. -Incarnation-（2018年，客人B）

### 遊戲
- BraveSword X BlazeSoul（日语：ブレイブソード×ブレイズソウル）（2015年）
- 刀劍神域 彼岸遊境（2020年，無名字角色）[4]

### 外語配音

#### 電影
- 阿拉丁[5]
- 復仇者聯盟2：奧創紀元（趙海倫博士〈金秀賢〉）
- 正義聯盟（新聞女性[6]）
- 朱比特崛起

#### 電視影集
- 尋骨線索 (第9季)
- 冰血暴（艾達·瑟曼〈茱莉·安·艾瑪莉〉）
- 萬惡高譚市（塔比莎·蓋勒文（英语：Tigress (DC Comics)）〈潔西卡·盧卡斯〉）
- 漫威夜魔俠（艾麗崔·納崔斯〈艾洛蒂·袁〉）
- 捍衛者聯盟（艾麗崔·納崔斯〈艾洛蒂·袁〉）
- 女超人 (第2、3季)（瑪姬·索耶（英语：Maggie Sawyer）〈芙蘿莉安娜·利瑪〉）
- 心計 (第6季)

#### 動畫
- 變形金剛：領袖的挑戰（英语：Transformers: Robots in Disguise (2015 TV series)）（女駕駛）
- 格林一家進城趣（2018年，南茜〈溫蒂·麥莉登—康薇（英语：Wendi McLendon-Covey）〉）
- 101忠狗街頭日記（2019年，媽媽）

#### 其它
- 奢華之旅 (第2季)
- 決戰時裝伸展台 (第10季)（宋嘉·威廉斯）

### 解說
- 仰天日本滯在記（東京電視台）
- TOTO Presentation（東京電視台）

### 其它
- 地球戲劇性（日语：地球ドラマチック）（旁白）
  - 「卡西尼 土星探索軌跡」
  - 「太陽與人類 一切始於太陽」

## 腳註

## 外部連結
- 櫻木可奈子｜東京俳優生活協同組合 （日語）
- 櫻木可奈子的X（前Twitter） （日語）
- 櫻木可奈子 （页面存档备份，存于） （日語）—電影.com（日语：映画.com）